# Ictistygna biformis
Ictistygna biformis là một loài bọ cánh cứng trong họ Anthicidae. Loài này được Champion mô tả khoa học năm 1916.